# Catholic-Hierarchy.org
«Католи́цька ієра́рхія» (англ. Catholic-Hierarchy.org) — англомовний некомерційний вебсайт, база даних онлайн про єпископів і діоцезії Католицької церкви. Приватний проєкт Девіда М. Ченея з Канзасу, США. Заснований 1996 року. Немає офіційного церковного статусу. Часто використовується як довідник науковими, релігійними і церковними організаціями. Джерелами сайту є публікації Святого Престолу: «Annuario Pontificio», «Acta Apostolicae Sedis», «Acta Sanctae Sedis», «Hierarchia catholica».